# Obodes II
Obodes II (grec antic: Ὀβόδας, Obódas o Ὀβέδας, Obédas; àrab: عبادة, ʿUbāda) va ser un rei àrab dels nabateus a l'Aràbia Pètria.
Va ser el successor d'Aretes III Filohel·len al que va succeir l'any 62 aC a Damasc, la residència reial. Durant el seu regnat, el prefecte Eli Gal va fer una gran expedició cap a Aràbia. Tant Estrabó com Flavi Josep, que parlen d'aquesta incursió, diuen d'ell que era un home indolent que va deixar la gestió del regne als seus ministres.
Va governar al tomb d'una dotzena d'anys, fins potser l'any 50 aC en què el va succeir el rei Màlic II.